# 圣米歇尔德巴尼耶尔
圣米歇尔-德巴尼耶尔（法語：Saint-Michel-de-Bannières，法語發音：[sɛ̃ miʃɛl də banjɛʁ]）是法国洛特省的一个市镇，位于该省北部，和科雷兹省接壤，属于古尔东区。

## 地理
圣米歇尔-德巴尼耶尔（44°58'34"N, 1°41'20"E）面积7.74 平方千米，位于法国奧克西塔尼大區洛特省，该省份为法国西南部内陆省份，北起顺时针与科雷兹省、康塔爾省、阿韦龙省、塔恩-加龙省、洛特-加龍省和多尔多涅省接壤。
与圣米歇尔-德巴尼耶尔接壤的市镇（或旧市镇、城区）包括：布朗塞耶、拉沙佩勒欧圣、孔达、圣但尼莱马尔泰勒、斯特朗凯勒、韦拉克。
圣米歇尔-德巴尼耶尔的时区为UTC+01:00、UTC+02:00（夏令时）。

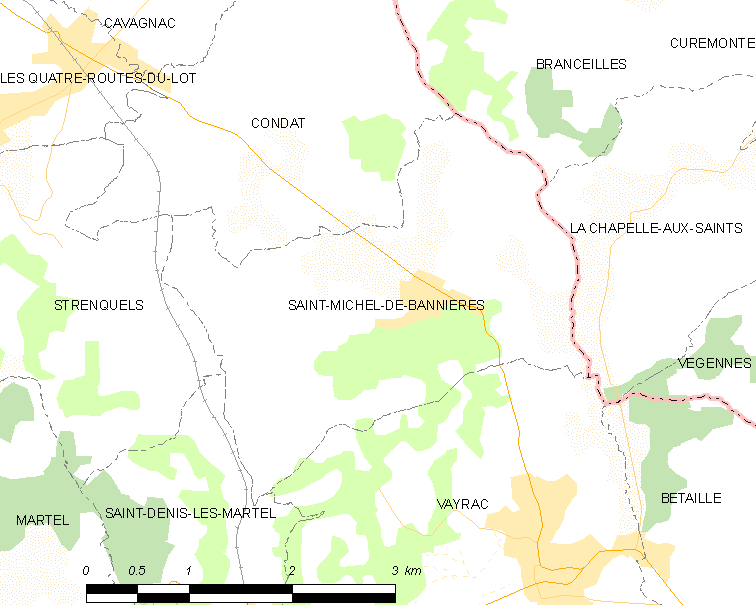
圣米歇尔-德巴尼耶尔的OSM定位图

## 行政
圣米歇尔-德巴尼耶尔的邮政编码为46110，INSEE市镇编码为46283。

## 政治
圣米歇尔-德巴尼耶尔所属的省级选区为马尔泰勒县。

## 人口

1962-2008年间圣米歇尔-德巴尼耶尔人口变化图示

圣米歇尔-德巴尼耶尔于2022年1月1日时的人口数量为341人。